# Sântă Măria, Sălaj
Sântă Măria este un sat în comuna Sânmihaiu Almașului din județul Sălaj, Transilvania, România.
Prima atestare documentară 1587 Zentt Marya.

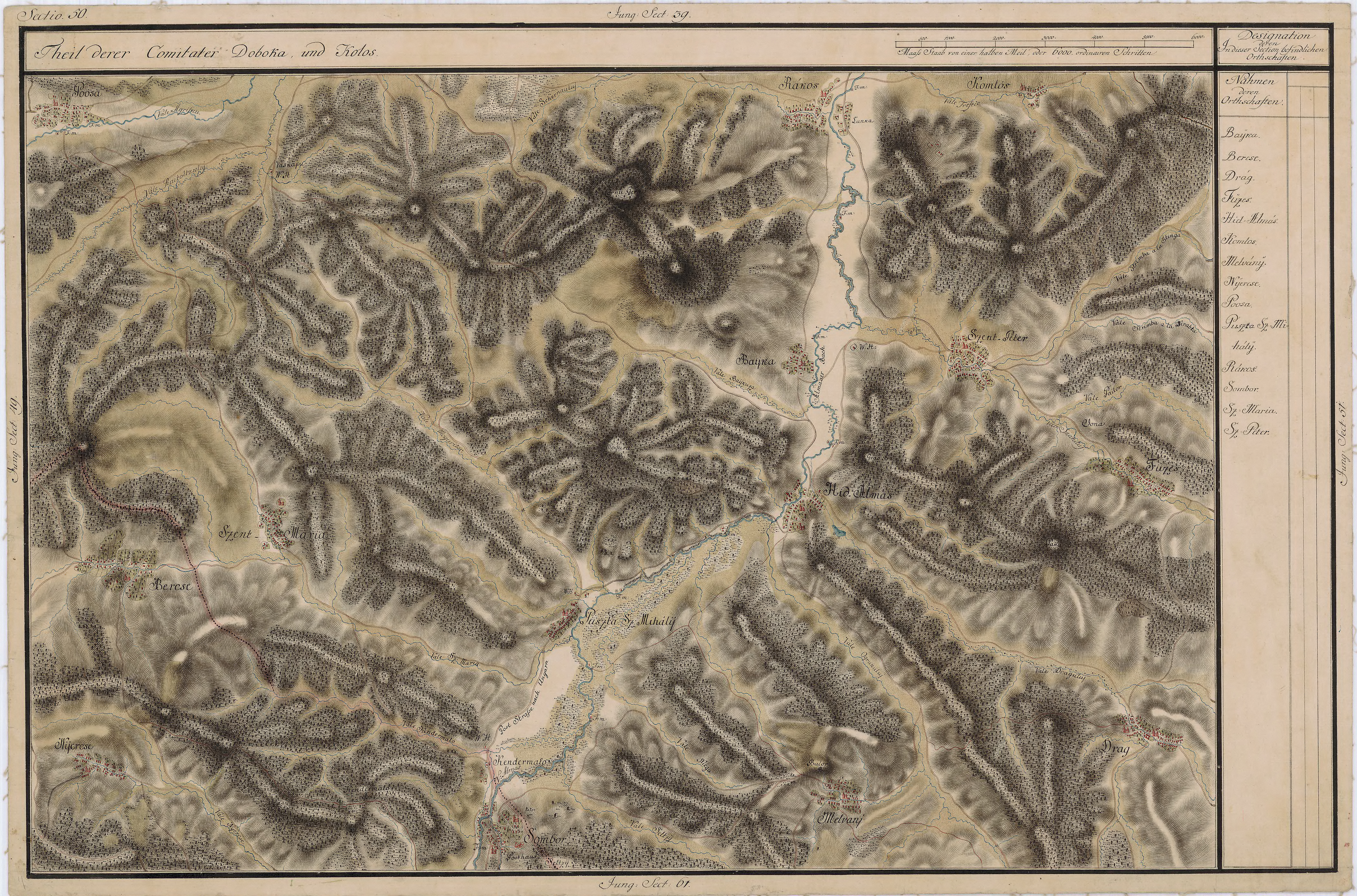
Sântă Măria în Harta Iosefină a Transilvaniei, 1769-73

## Personalități
- Iovian Mureșan (1862 -1939), deputat în Marea Adunare Națională de la Alba Iulia 1918

## Imagini

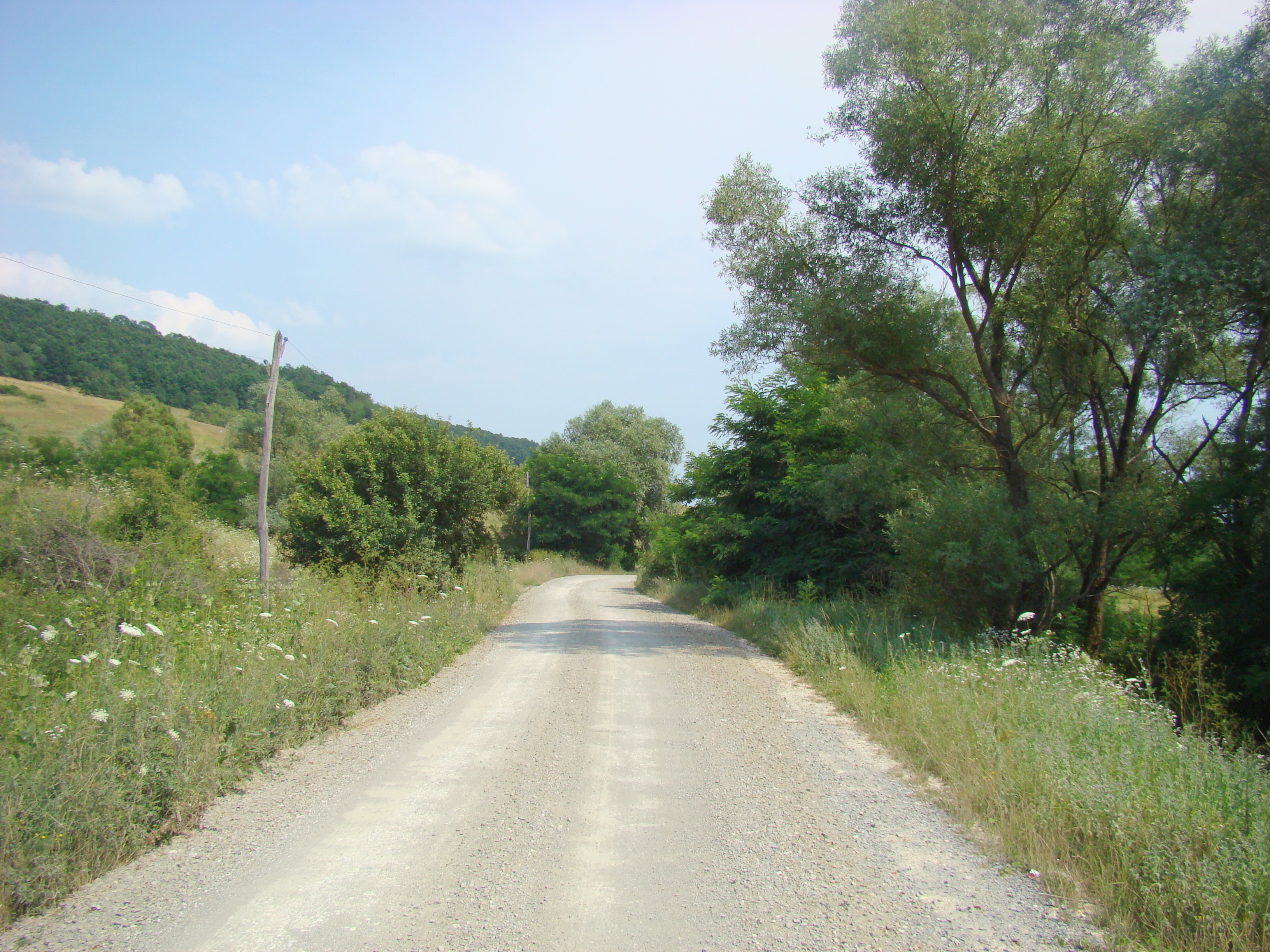
Drumul Sânmihaiu Almaşului-Sântă Măria
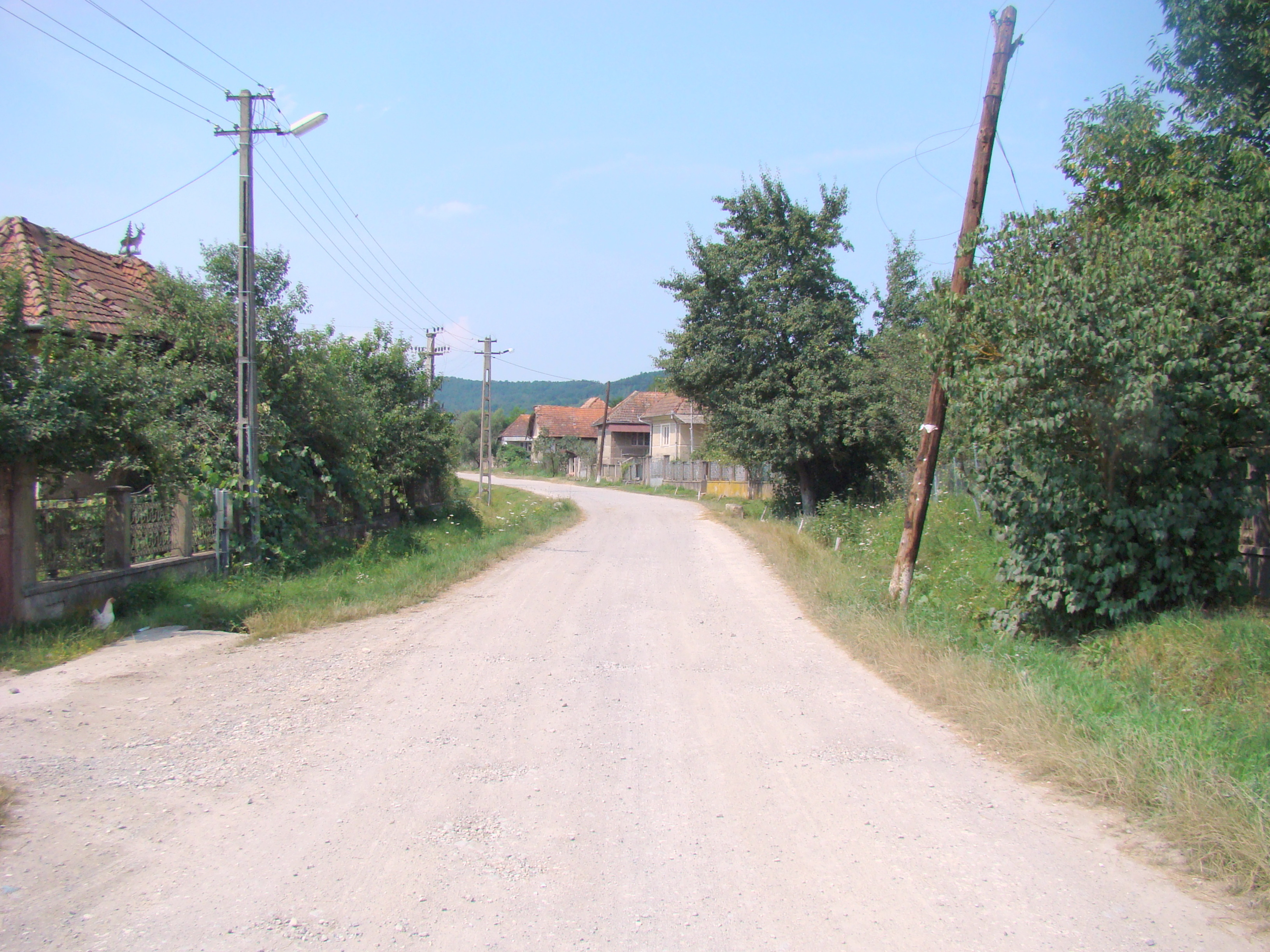
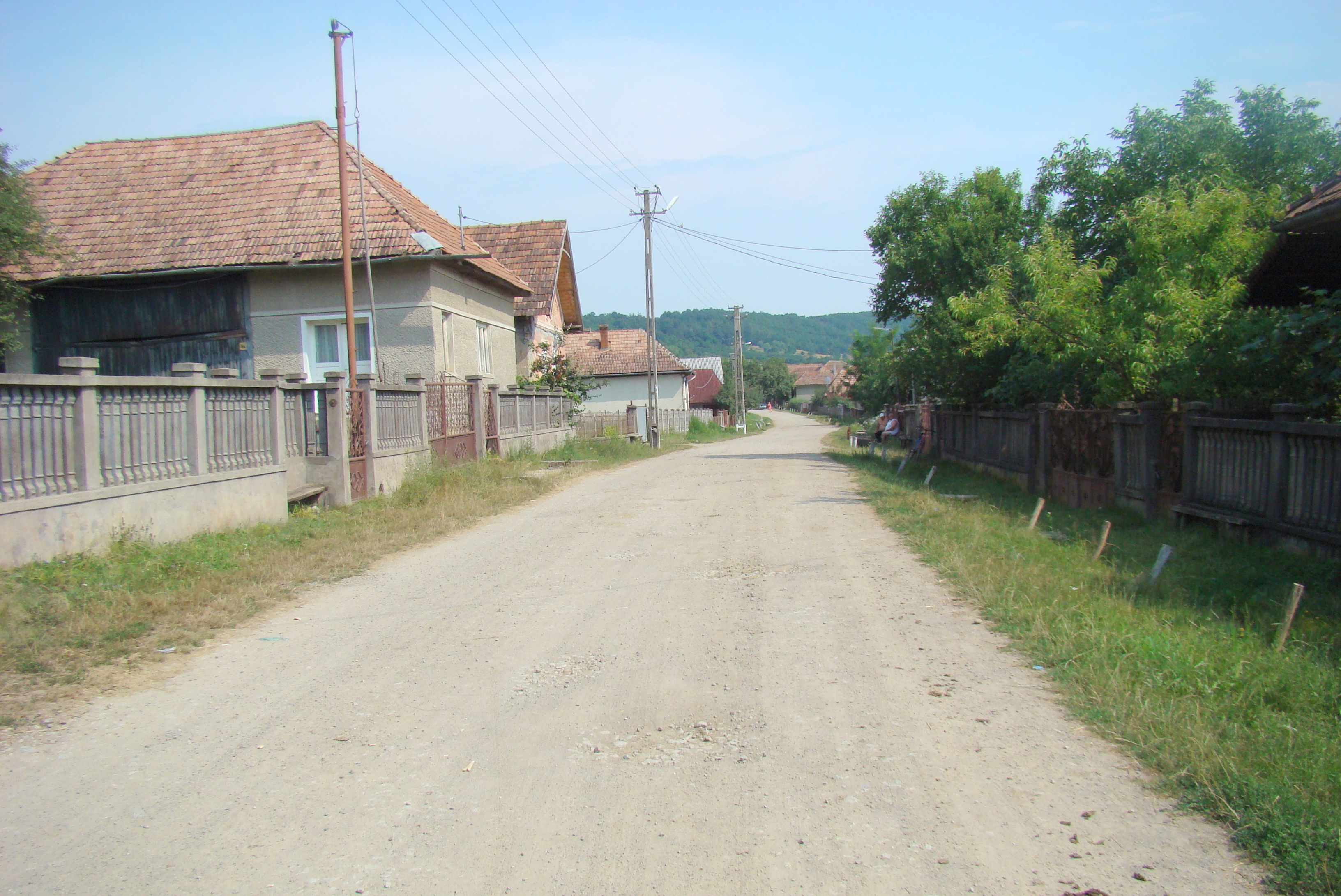
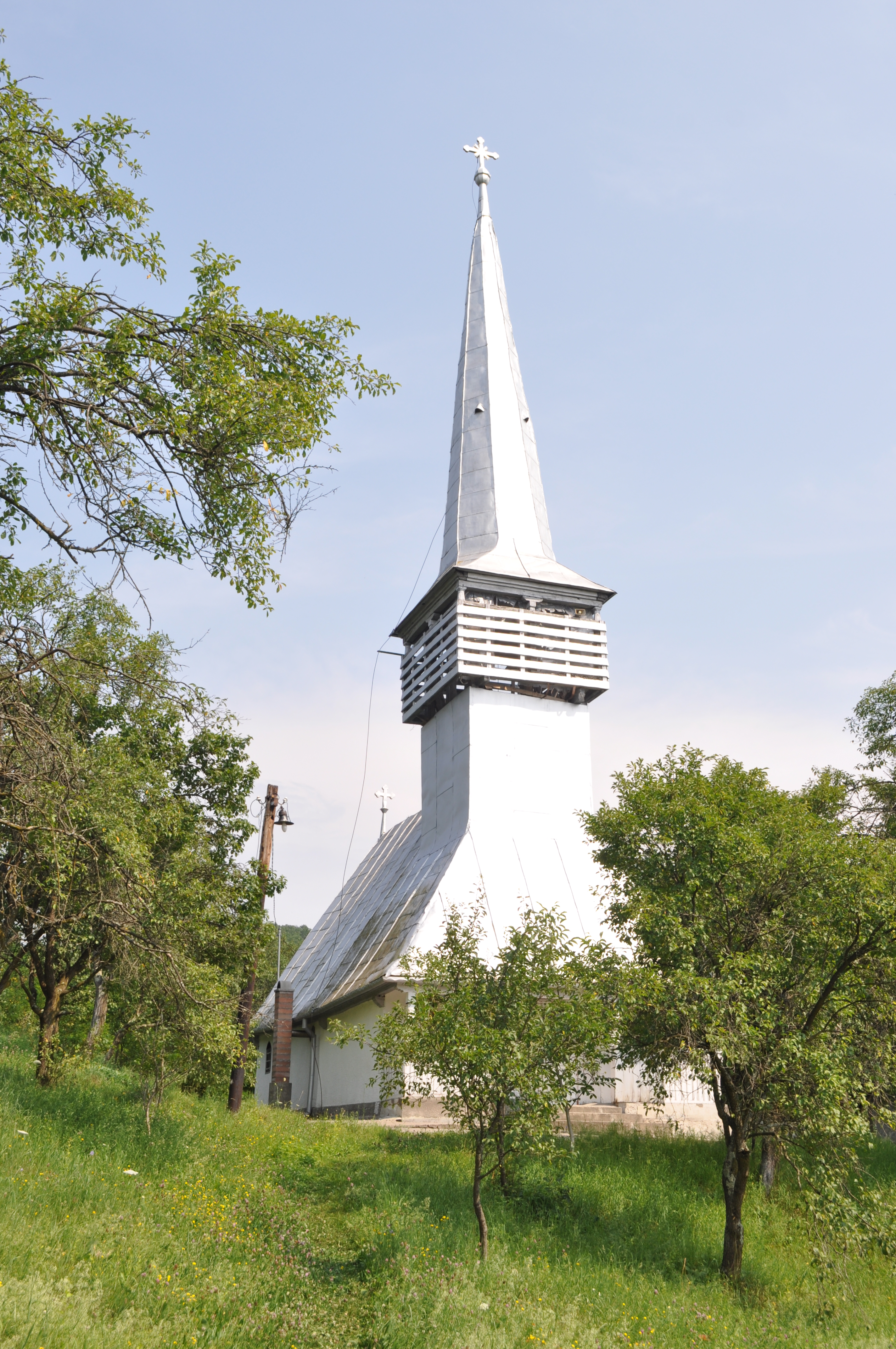
Biserica de lemn
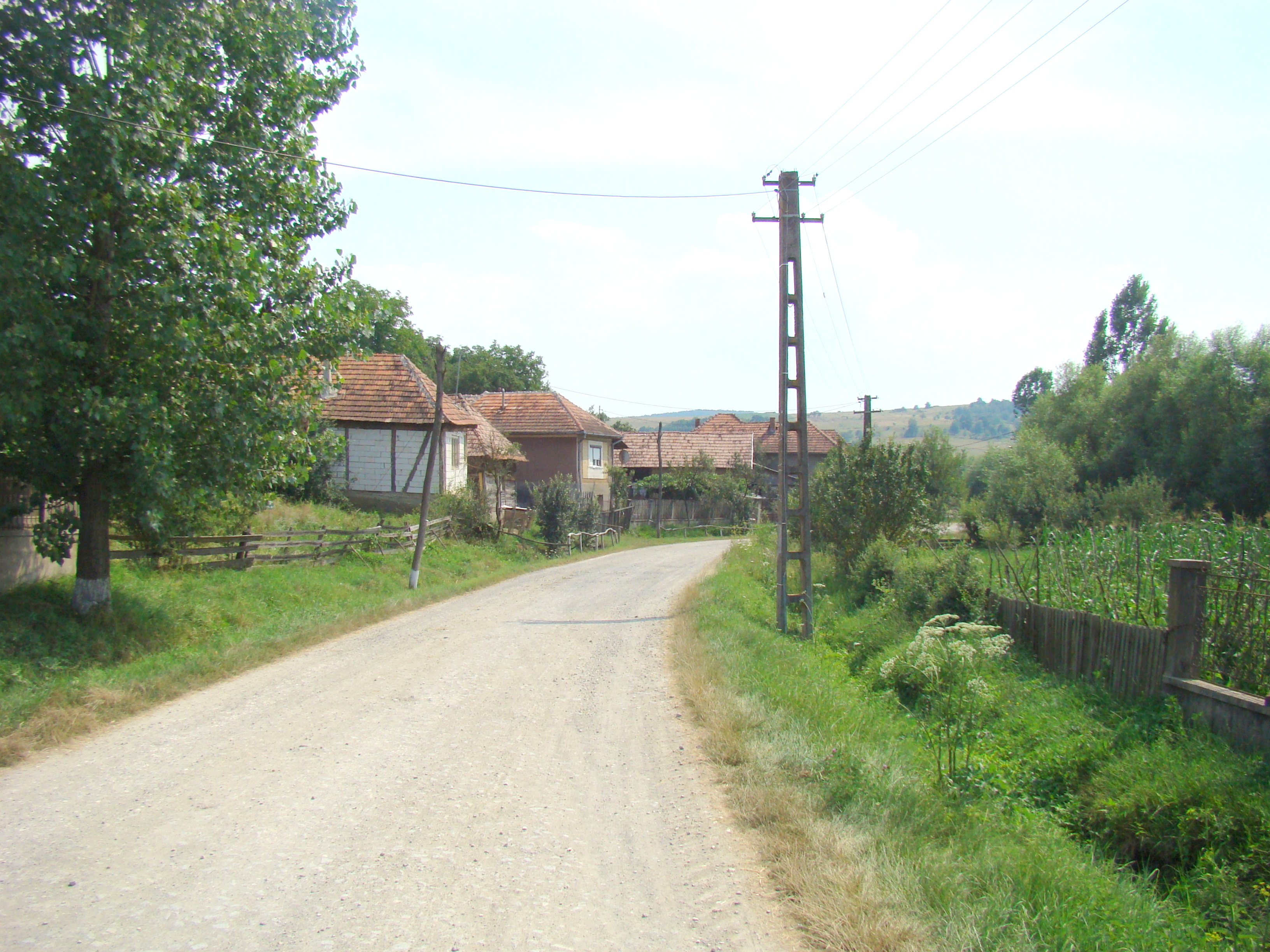
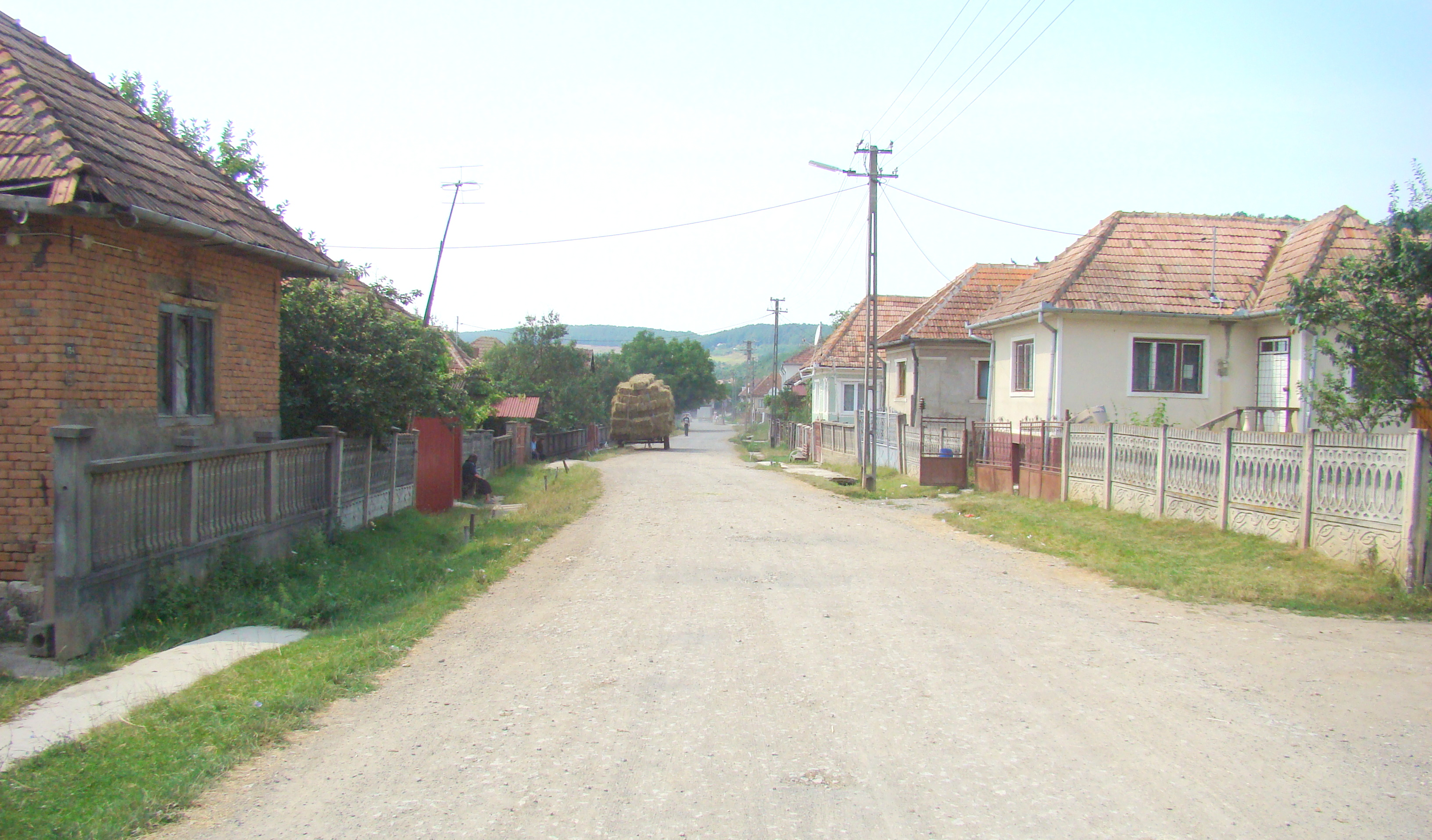
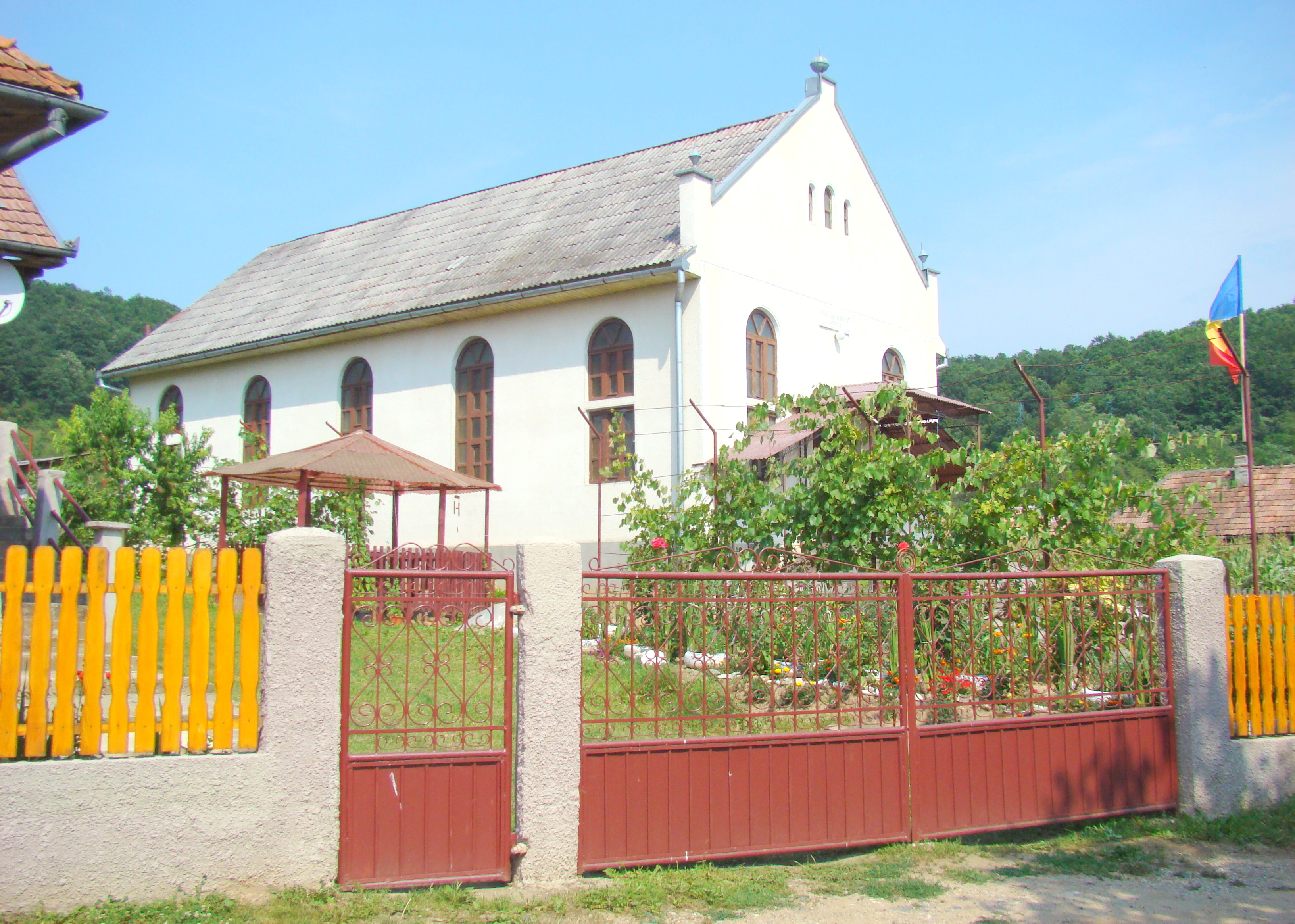
Biserica baptistă
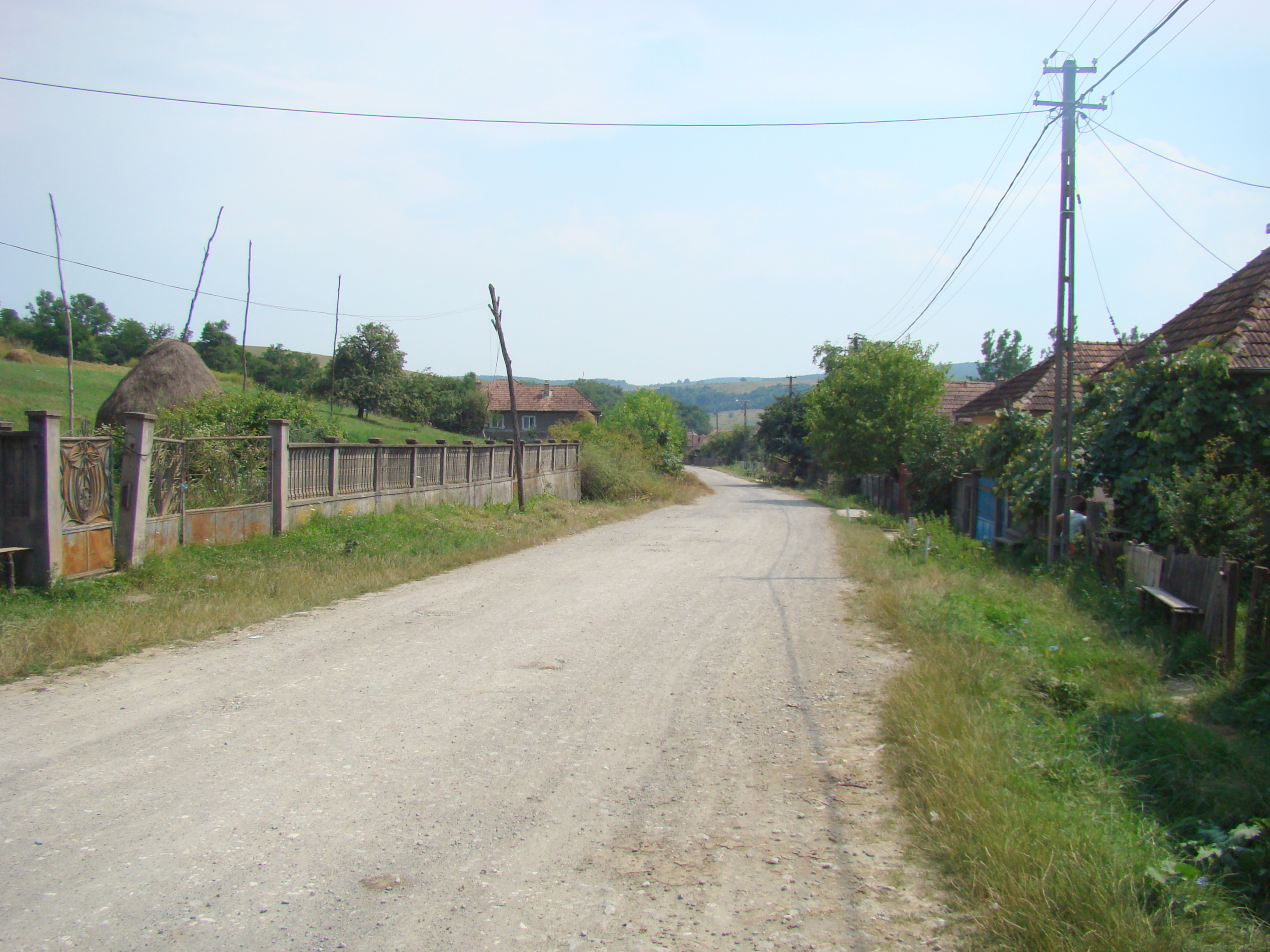
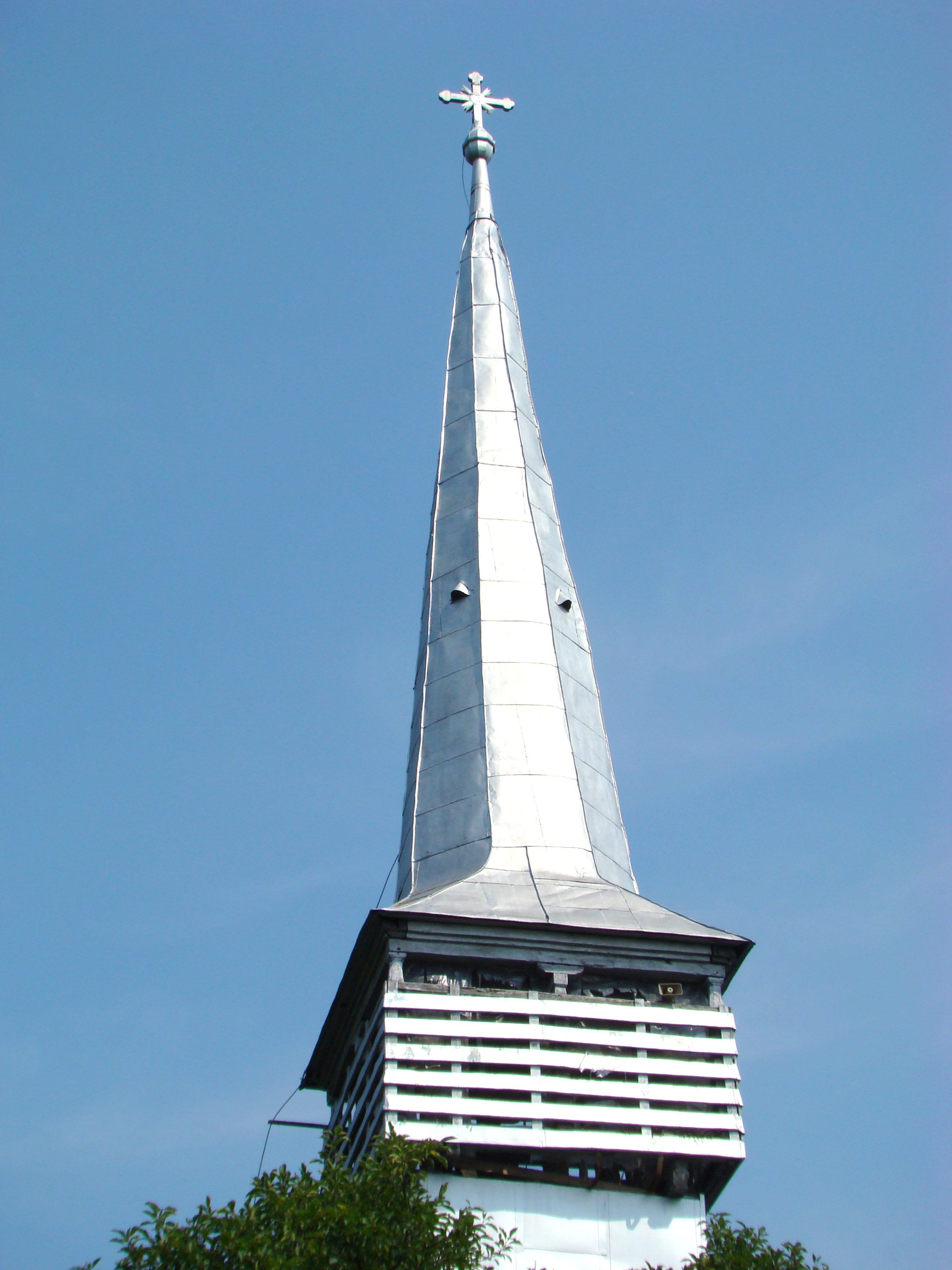
Turnul bisericii de lemn
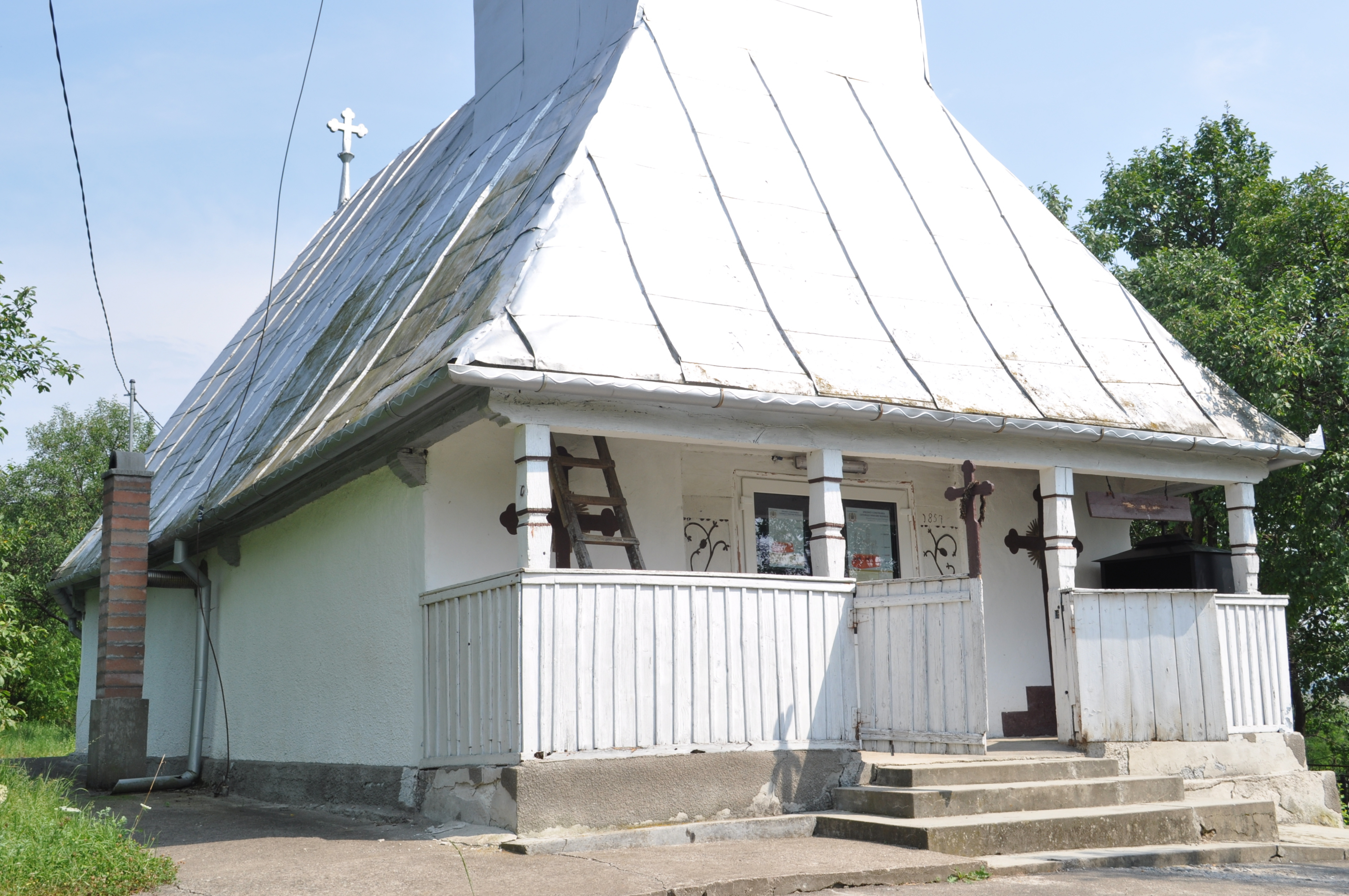
Butea bisericii
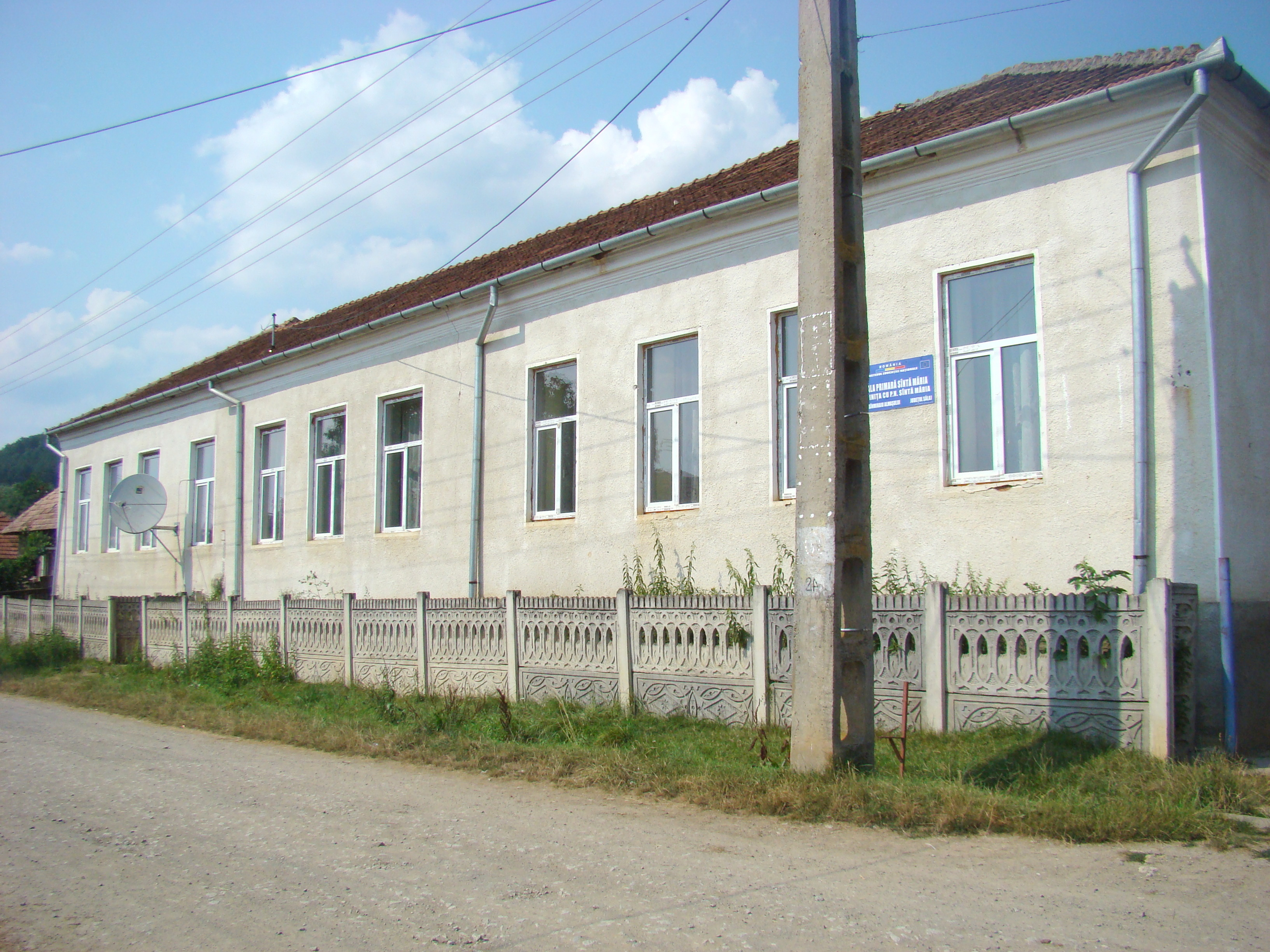
Școala
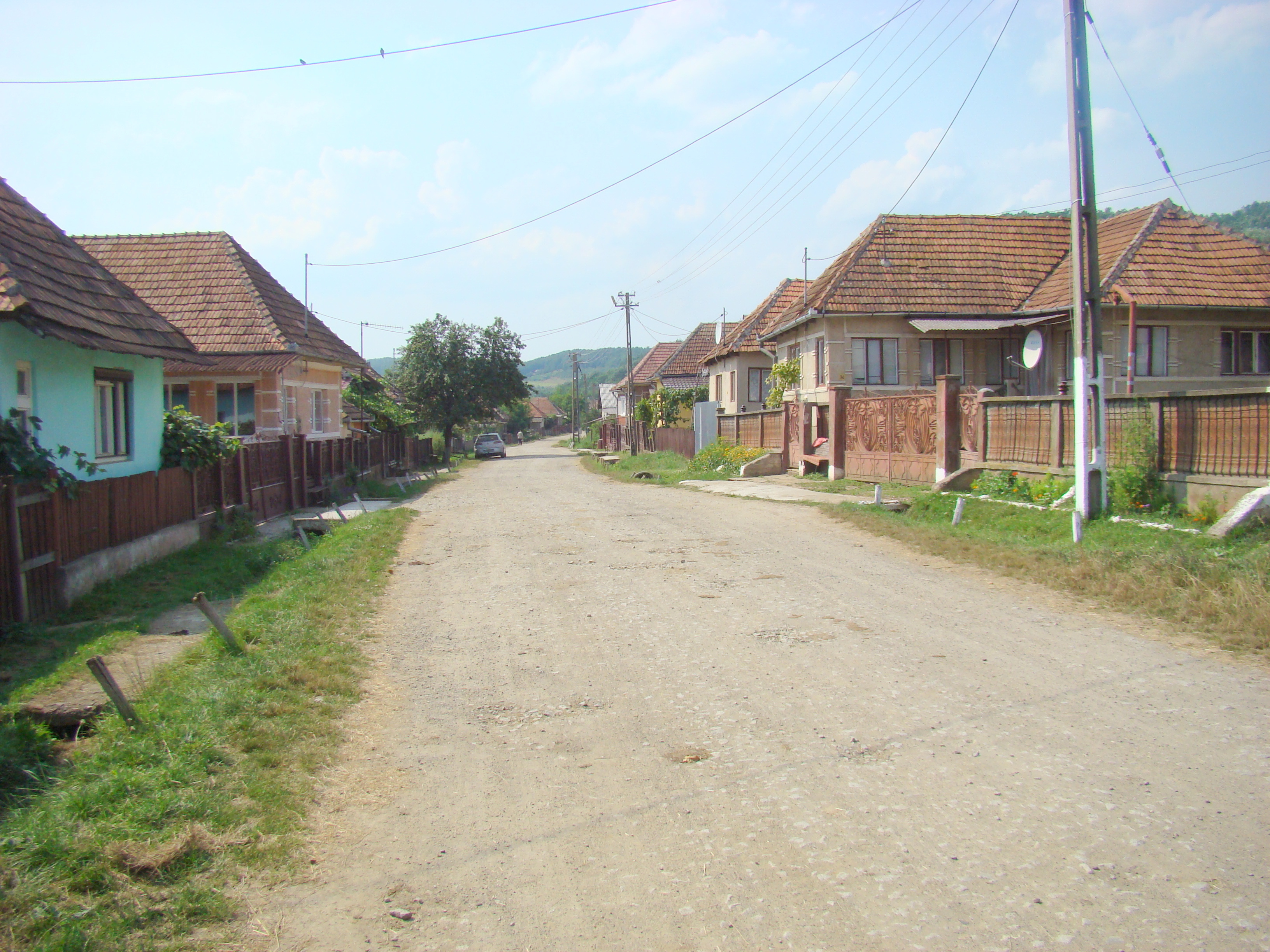
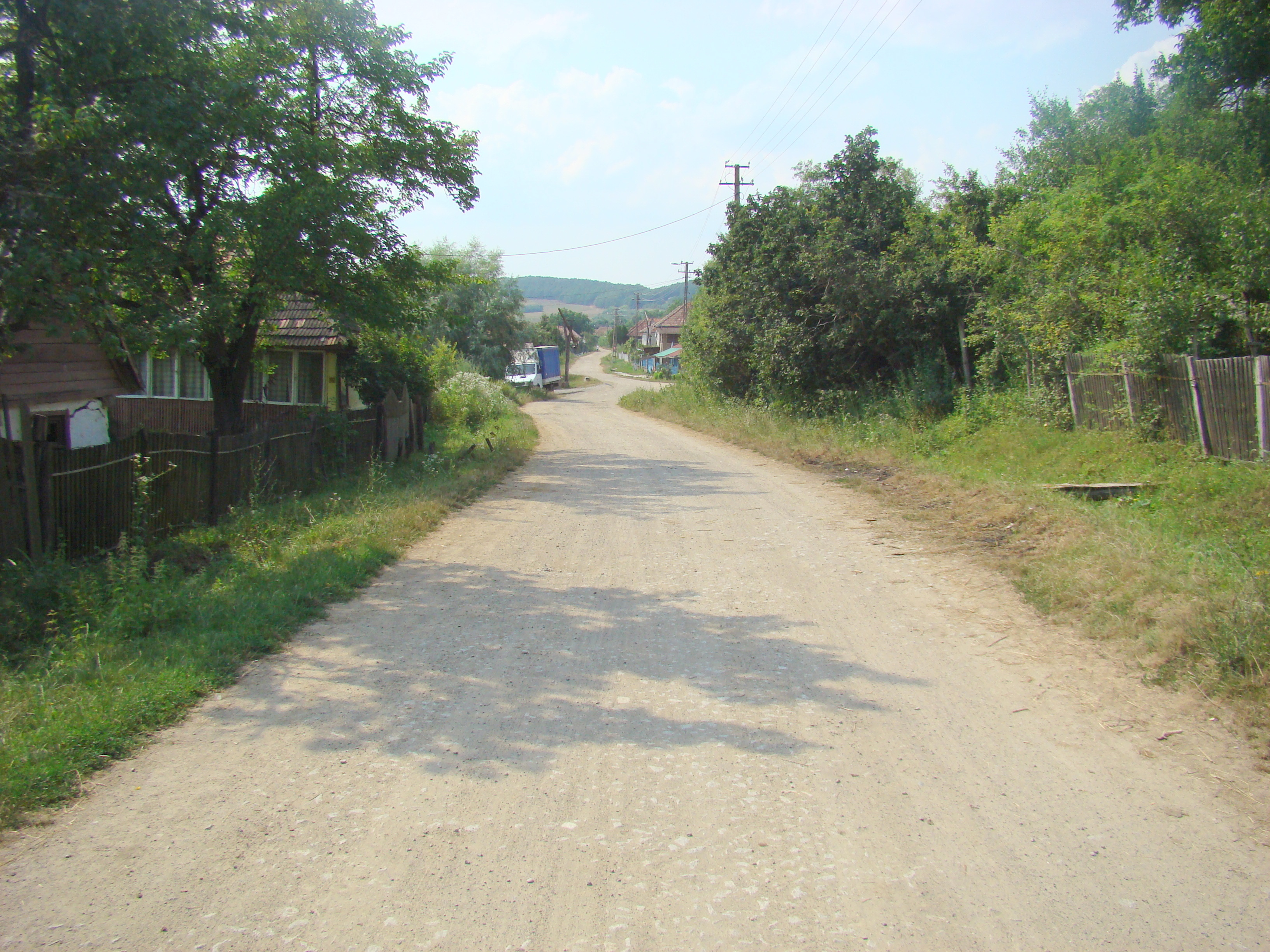
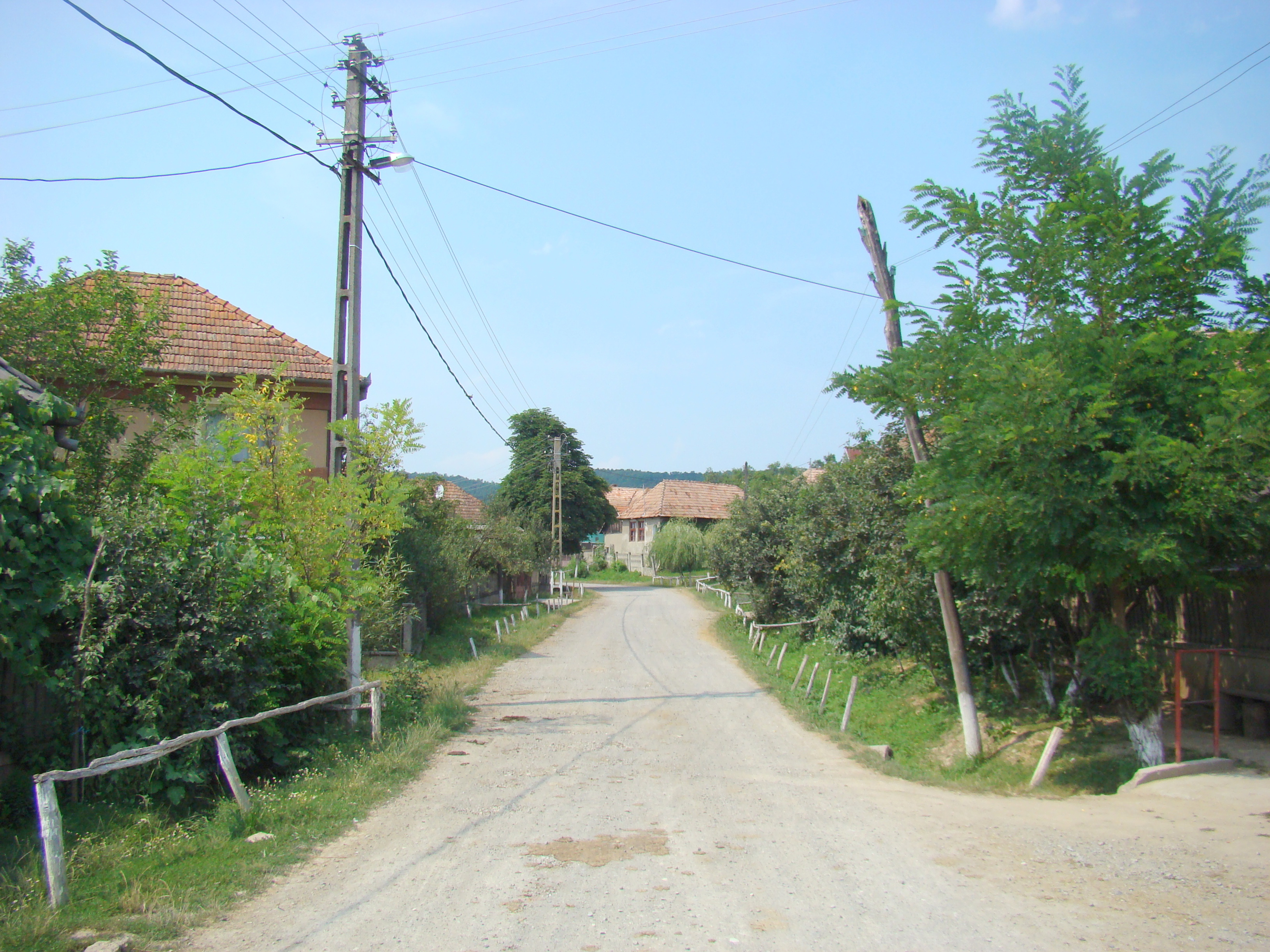
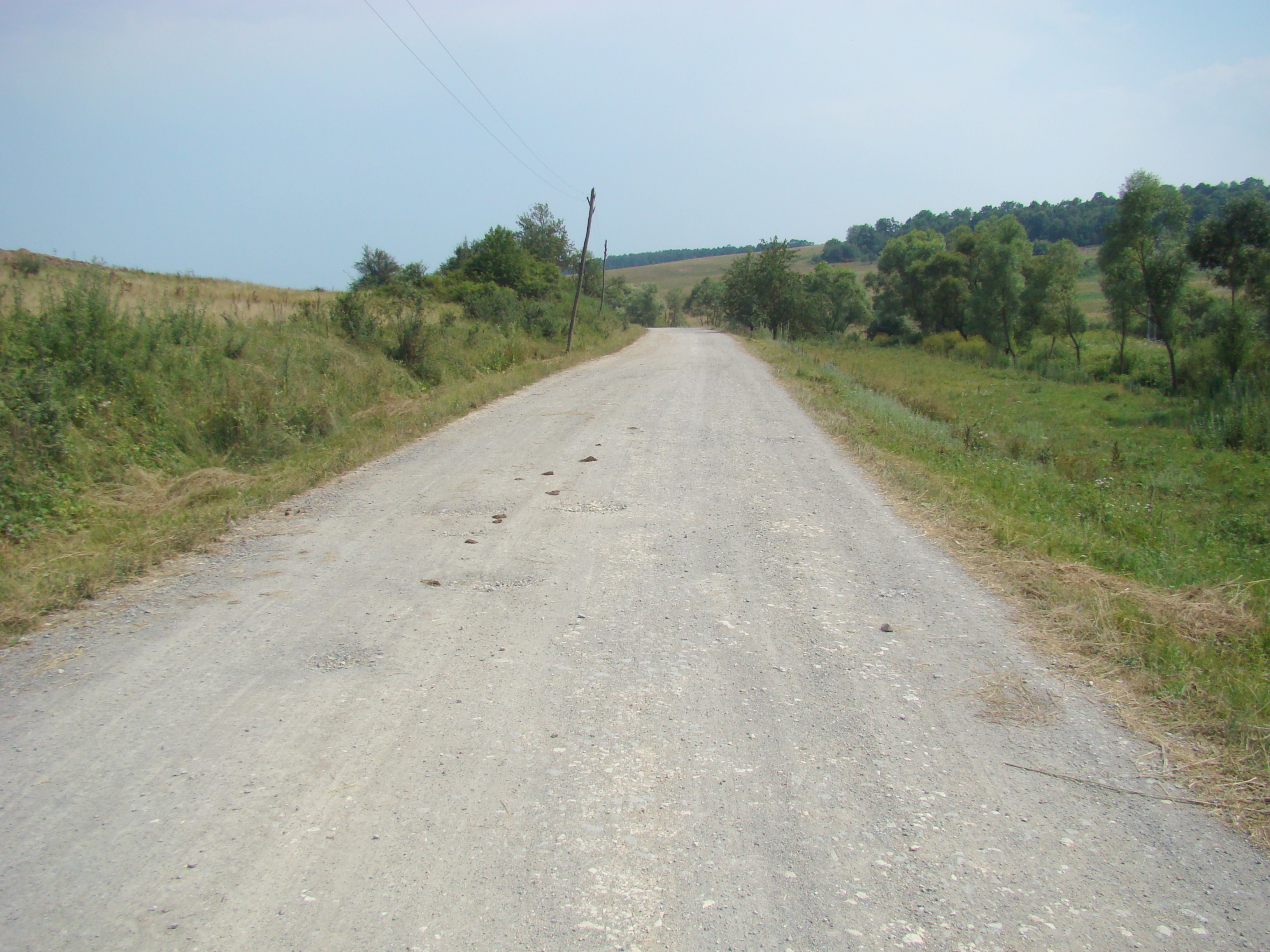
Drumul Sânmihaiu Almaşului-Sântă Măria

1. ↑  Biblioteca Județeană I.S. Bădescu Sălaj (2017). Sălaj - Ghidul localităților. Zalău. p. 252. ISBN 978-973-0-24720-6.